# Ględowo
Ględowo (kaszub. Glãdòwò, niem. Lichtenhagen) – wieś w Polsce położona w województwie pomorskim, w powiecie człuchowskim, w gminie Człuchów przy drodze krajowej nr. 25. Północnym krańcem miejscowości przebiega trasa linii kolejowej Chojnice-Człuchów-Szczecinek.
Wieś królewska starostwa człuchowskiego w województwie pomorskim w drugiej połowie XVI wieku. W latach 1975–1998 miejscowość administracyjnie należała do województwa słupskiego.

## Zabytki
Według rejestru zabytków NID na listę zabytków wpisany jest kościół filialny pw. Najświętszej Panny Marii, murowano-szachulcowy, XV w., XVIII w., nr rej.: A-166 z 21.02.1959.